# Cyrtopogon alleni
Cyrtopogon alleni är en tvåvingeart som beskrevs av Werner Back 1909. Cyrtopogon alleni ingår i släktet Cyrtopogon och familjen rovflugor. Inga underarter finns listade i Catalogue of Life.